# Saturday Fiction
Saturday Fiction (Originaltitel Lán xīn dà jùyuàn) ist ein Filmdrama von Lou Ye, das am 4. September 2019 im Rahmen der Filmfestspiele von Venedig seine Weltpremiere feierte und der bisher nur auf Filmfestspielen gezeigt worden ist. Im Film arbeitet die von Gong Li gespielte Schauspielerin Yu Jin verdeckt für die Alliierten und erfährt von dem Plan der Japaner, Pearl Harbor anzugreifen.

## Handlung
Im Jahr 1941 während des Zweiten Weltkriegs. Seit der japanischen Besetzung ist China zu einem Kriegsschauplatz für die Alliierten und die Achsenmächte geworden. Die berühmte Schauspielerin Yu Jin kehrt in das von Japan besetzte Shanghai zurück, angeblich für die Proben für das Stück Saturday Fiction, das von ihrem ehemaligen Liebhaber inszeniert wird. In Wahrheit soll sie jedoch Informationen für die Alliierten sammeln. So erfährt sie von dem geplanten Angriff der Japaner auf Pearl Harbor.

## Produktion
Regie führte Lou Ye, das Drehbuch schrieb Yingli Ma nach Motiven aus der Romane „Death of Shanghai“ von Hong Ying und „Shanghai“ von Yokomitsu Riichi. Gedreht wurde in Schwarzweiß, wobei DoP Jian Zeng vor allem mit der Handkamera arbeitet. Der Film hat chinesische Zwischentitel.

## Veröffentlichung
Der Film wurde ab 4. September 2019 im Rahmen der Filmfestspiele von Venedig gezeigt, bei denen er um den Goldenen Löwen konkurrierte und seine Weltpremiere feierte. Im September 2019 wurde der Film auch beim Toronto International Film Festival im Rahmen der Special Presentations gezeigt.

## Rezeption

### Auszeichnungen
Festival Internacional de Cine de Gijón 2019
- Auszeichnung für die Beste Regie (Ye Lou)
- Auszeichnung mit dem “Gil Parrondo” Award for Best Art Direction (Zhong Cheng)[5]

Internationale Filmfestspiele von Venedig 2019
- Nominierung für den Goldenen Löwen (Ye Lou)